# John Kerr (żeglarz)
John Kerr (ur. 9 sierpnia 1951 w Toronto) – kanadyjski żeglarz sportowy. Brązowy medalista olimpijski z Los Angeles.
Zawody w 1984 były jego jedynymi igrzyskami olimpijskimi. Brązowy medal zdobył, pod nieobecność sportowców z części Bloku Wschodniego, w klasie Soling. Wspólnie z nim załogę łodzi stanowili Hans Fogh i Stephen Calder. W 1978 był trzeci na mistrzostwach świata w tej klasie.